# Golf van Cambridge
De Golf van Cambridge is een golf in de regio Kimberley in de noordkust van West-Australië.

## Geschiedenis
De traditionele bewoners van het gebied rondom de golf zijn de Jeidji, Dulngari en Aruagga Aborigines die leefden van de rijkdom aan vis en zeevruchten in de golf.
Op 17 september 1819 ontdekte Phillip Parker King, die met de schoener HMS Mermaid de noordkust van West-Australië verkende, de golf en verbleef er gedurende twaalf dagen. Hij vernoemde ze naar de hertog van Cambridge. Alexander Forrest was in 1879 de tweede Europeaan die het gebied verkende.
Eind 1884 begonnen de eerste kolonisten in de Kimberley neer te strijken. Begin 1885 trok men via de Golf van Cambridge naar Halls Creek tijdens een korte gold rush. De goudzoekers gingen aan land in 'The Port' dat vanaf 1886 Wyndham genoemd werd. Wyndham werd het havenplaatsje en de Golf van Cambridge de verbindingsweg met de rest van Australië voor de pastoralisten die in de oostelijke Kimberleys aan extensieve veeteelt deden.
Van 1908 tot 1995 voer er een veerboot tussen Fremantle en Wyndham.

## Geografie
De Golf van Cambridge is een golf in een golf en beslaat het zuidelijke deel van de Joseph Bonaparte-golf die zelf weer deel uitmaakt van de Timorzee. De ingang van de golf ligt tussen kaap Domett en kaap Dussejour. Het eiland Lacrosse ligt tussen de twee kapen in. Er monden acht rivieren uit in de golf waaronder de Ord, Pentecost, Durack, King en de Forrest. Aan de mondingen van de oostelijke arm van de Ord, de westelijke arm van de Durack en de Pentecost heeft de golf de kenmerken van een estuarium.
De golf kent tweemaal daags getijdeverschillen van wel zeven tot negen meter.
De westelijke kust bestaat uit zandstenen heuvels die 30-250 meter hoog zijn; de oostelijke kust bestaat uit lager gelegen moerassig gebied met mangroven.